# Код Удемана
Код Удемана — обозначение полей шахматной доски сочетанием гласной и согласной букв латинского алфавита; предложен американским шахматистом Л. Удеманом (1882). Применяется для передачи ходов в соревнованиях по телеграфу или радио.
В радио- или телеграмме указываются шахматные поля передвижения фигуры (пешки); при рокировке — ход короля. В начале своего сообщения каждая сторона повторяет, как это принято в заочных соревнованиях, полученный ход партнёра, а затем указывает свой. Например, начальные ходы испанской партии выглядят в записи кода Удемана следующим образом:
| № |               | Код Удемана          |
| - | ------------- | -------------------- |
| 1 | e2—e4 e7—e5   | gego seso            |
| 2 | Кg1—f3 Кb8—c6 | seso kahi, kahi napi |
| 3 | Сf1—b5 a7—a6  | napi hano, hano memi |